# NGC 2843
NGC 2843 é uma galáxia lenticular (S0) localizada na direcção da constelação de Cancer. Possui uma declinação de +18° 55' 34" e uma ascensão recta de 9 horas, 20 minutos e 28,7 segundos.
A galáxia NGC 2843 foi descoberta em 21 de Março de 1784 por William Herschel.